# Шимон из Кезы
Шимон из Кезы (Шимон Кезаи, Симон Кеза; лат. Simon de Keza, венг. Kézai Simon, словац. Šimon z Kézy; конец XIII века) — наиболее известный венгерский летописец XIII века, автор (полностью или частично) латиноязычной хроники «Деяния гуннов и венгров» (Gesta Hunnorum et Hungarorum; 1282—1285 годы). Шимон был первым венгерским летописцем, родившимся на словацкой территории.

## Биография
Обстоятельства жизни Шимона из Кезы изучены мало. Вероятнее всего Шимон родился в земпленской деревне Кеза. Старейшим документом о деревне Кеза Земпленской жупы является документ 1252 года об окончании имущественного спора дворян из рода Богат-Радван.
Впервые имя Шимона из Кезы упоминается в 1272 году, когда он был клириком королевы Елизаветы, вдовы венгерского короля Иштвана V. 19 октября 1283 года Шимон упоминается уже как homo regius, нотариус и клирик венгерского короля Ласло IV Куна, которого Шимон описывает как «самого христианского» короля, несмотря на его явно языческие предпочтения.

## Хроника
Как и «Gesta Hungarorum», «Gesta Hunnorum et Hungarorum» является ненадёжным источником знаний о ранней истории Словакии и Венгрии. Так, например, описания прихода венгров в Паннонский бассейн и поражения Великой Моравии в этих двух хрониках полностью противоречат друг другу.
Венгерский язык в своей хронике Шимон называет «наш язык».
В своём произведении Шимон пытается проследить связь между гуннами и венграми. Хроника состоит из двух частей: первая часть посвящена истории гуннов до смерти Аттилы, вторая часть повествует о создании венгерской государственности. Хроника составлена на основе итальянских, французских, немецких и венгерских источников.
Хроника впервые была опубликована в 1782 году сначала в Вене, а затем в Буде, в 1833 году вышло третье издание хроники, в 1849 году в Санкт-Галлене четвёртое, в 1862 году в Пеште пятое издание и, наконец, в 1999 году вышло последнее на данный момент шестое критическое издание «Деяний гуннов и венгров».
В XIX веке хроника Шимона из Кезы была переведена на венгерский язык и способствовала развитию венгерского национального самосознания.
Издания на русском языке
- Шимон Кезаи. Деяния венгров (фрагменты). — Древняя Русь в свете зарубежных источников. Хрестоматия. Том 4. Западноевропейские источники. — М.: Русский фонд содействия образованию и науке, 2010. — С. 348—352. — ISBN 978-5-91244-013-7.